# Mistrzostwa Świata Mężczyzn w Curlingu 1962
Mistrzostwa Świata Mężczyzn w Curlingu 1962 odbyły się pod nazwą Scotch Cup w Falkirk i Edynburgu. W mistrzostwach uczestniczyły 4 reprezentacje. Podczas zawodów powrócono do rozgrywania jedynie Robin Round. Mistrzem świata ponownie została Kanada (Ernie Richardson).

## Reprezentacje
| Kraj              | Czwarty          | Trzeci            | Drugi             | Pierwszy       |
| ----------------- | ---------------- | ----------------- | ----------------- | -------------- |
| Kanada            | Ernie Richardson | Arnold Richardson | Garnet Richardson | Wes Richardson |
| Stany Zjednoczone | Dick Brown       | Terry Kleffman    | Fran Kleffman     | Nick Jerulle   |
| Szkocja           | Willie Young     | John Pearson      | Sandy Anderson    | Bobby Young    |
| Szwecja           | Rolf Arfwidsson  | Knut Bartels      | Per Ivar Rydgren  | Arne Stern     |

## Wyniki

### Klasyfikacja końcowa
| # | Kraj              |
| - | ----------------- |
| 1 | Kanada            |
| 2 | Stany Zjednoczone |
| 3 | Szkocja           |
| 4 | Szwecja           |

### Round Robin
| Sesja |                   | Wynik  |                   |
| ----- | ----------------- | ------ | ----------------- |
| 1     | Kanada            | 11 - 5 | Stany Zjednoczone |
|       | Szkocja           | 12 - 8 | Szwecja           |
| 2     | Kanada            | 17 - 7 | Szwecja           |
|       | Stany Zjednoczone | 10 - 7 | Szkocja           |
| 3     | Kanada            | 20 - 4 | Szkocja           |
|       | Stany Zjednoczone | 13 - 8 | Szwecja           |
| 4     | Kanada            | 24 - 4 | Szwecja           |
|       | Stany Zjednoczone | 14 - 5 | Szkocja           |
| 5     | Kanada            | 9 - 8  | Stany Zjednoczone |
|       | Szkocja           | 18 - 4 | Szwecja           |
| 6     | Kanada            | 13 - 8 | Szkocja           |
|       | Stany Zjednoczone | 15 - 6 | Szwecja           |